# Добовець-при-Поникві
Добовець-при-Поникві (словен. Dobovec pri Ponikvi) — поселення в общині Шентюр, Савинський регіон, Словенія. 
Висота над рівнем моря: 287 м.